# Podlipki (sielsowiet Łużki)
Podlipki (biał. Падліпка; ros. Подлипка) – wieś na Białorusi, w obwodzie witebskim, w rejonie szarkowszczyńskim, w sielsowiecie Łużki.
Dawniej używane nazwy – Podlipki Stomińskie, Podlipki II.

## Historia
W czasach zaborów w gminie Jazno, w powiecie dzisieńskim, w guberni wileńskiej Imperium Rosyjskiego. Pod koniec XIX wieku należała do dóbr hrabiów Czapskich.
W latach 1921–1945 wieś leżała w Polsce, w województwie wileńskim, w powiecie dziśnieńskim, w gminie Jazno, od 1929 roku w gminie Łużki.
Według Powszechnego Spisu Ludności z 1921 roku zamieszkiwało tu 97 osób, 10 było wyznania rzymskokatolickiego a 87 prawosławnego. Jednocześnie 6 mieszkańców  zadeklarowało polską a 91 białoruską przynależność narodową. Było tu 17 budynków mieszkalnych. W 1931 w 21 domach zamieszkiwało 106 osób.
Wierni należeli do parafii rzymskokatolickiej i prawosławnej w Łużkach. Miejscowość podlegała pod Sąd Grodzki w Łużkach i Okręgowy w Wilnie; właściwy urząd pocztowy mieścił się w Jaźnie.
W wyniku napaści ZSRR na Polskę we wrześniu 1939 miejscowość znalazła się pod okupacją sowiecką. 2 listopada została włączona do Białoruskiej SRR. Od czerwca 1941 roku pod okupacją niemiecką. W 1944 miejscowość została ponownie zajęta przez wojska sowieckie i włączona do obwodu witebskiego Białoruskiej SRR.
Od 1991 w składzie niepodległej Białorusi.